# Albí (escriptor)
|  | No s'ha de confondre amb Albí (filòsof). |

Albí (llatí: Albinus, grec antic: Ἀλβῖνος) fou un escriptor romà en llengua llatina mencionat per Boeci i Cassiodor. Va elaborar llibres sobre música i geometria.